# Sannantha crenulata
Sannantha crenulata är en myrtenväxtart som först beskrevs av Ferdinand von Mueller, och fick sitt nu gällande namn av Peter G.Wilson. Sannantha crenulata ingår i släktet Sannantha och familjen myrtenväxter. Inga underarter finns listade i Catalogue of Life.